# Dublin, Indiana
Dublin är en kommun (town) i Wayne County i Indiana. Vid 2010 års folkräkning hade Dublin 790 invånare.